# 恋のかけひき (ハミルトン、ジョー・フランク&レイノルズの曲)
「恋のかけひき」（こいのかけひき、Don't Pull Your Love）は、ブライアン・ポッターとデニス・ランバートが書き、オリジナル版は1971年にハミルトン、ジョー・フランク&レイノルズによって発表された楽曲。

## ハミルトン、ジョー・フランク&レイノルズ
ハミルトン、ジョー・フランク&レイノルズによって発表されたこの曲は、各国でヒットし、アメリカ合衆国では、『キャッシュボックス』誌の「トップ100」の首位となり、『ビルボード』誌の「Hot 100」でも最高4位まで上昇し、同誌のイージーリスニング・チャートでも最高4位となった。カナダのチャートでは、1週間首位に立った。
「恋のかけひき」はゴールドディスクとなった。本作の録音には、有名なセッション・ミュージシャンの集団であるレッキング・クルーの面々が起用されている。
アニメーション映画『バットマン&ハーレイ・クイン』では、ロブ・ポールセンがこの曲を歌った。ツーフェイス (Two-Face) の手下の双子ミン (Min) とマックス (Max) としてポールセンが歌うのは、手下たちがたむろする酒場にハーレイがバットマンとナイトウィングを連れて現れ、ポイズン・アイビーの情報を探る場面においてである。

### チャート
| チャート（1971年）                            | 最高位 |
| --------------------------------------------- | ------ |
| オーストラリア ケント・ミュージック・レポート | 10     |
| カナダ RPM 100                                | 1      |
| カナダ RPM MOR Playlist                       | 16     |
| ニュージーランド Listener                     | 19     |
| アメリカ合衆国 ビルボード Hot 100             | 4      |
| アメリカ合衆国 ビルボード Easy Listening      | 4      |
| アメリカ合衆国 キャッシュボックス Top 100     | 1      |
| アメリカ合衆国 Record World The Singles Chart | 3      |
| アメリカ合衆国 Record World The M.O.R. Chart  | 2      |

| チャート（1971年）                            | 順位 |
| --------------------------------------------- | ---- |
| オーストラリア ケント・ミュージック・レポート | 78   |
| カナダ RPM 100                                | 21   |
| アメリカ合衆国 ビルボード Hot 100             | 42   |
| アメリカ合衆国 ビルボード Easy Listening      | 23   |
| アメリカ合衆国 キャッシュボックス             | 16   |

## サム&デイヴのカバー
サム&デイヴは、1971年にこの曲を録音した。彼らのバージョンは、アトランティック・レコードから1971年10月にリリースされ、『ビルボード』誌のR&Bチャートデ36くらいまで上昇した。この曲は、彼らの様々なベスト・アルバム類に収録されており入手可能である。

## グレン・キャンベルのメドレー
1976年はじめ、グレン・キャンベルは、この曲を「Then You Can Tell Me Goodbye」と繋げたメドレーとして録音した。このバージョンは、『ビルボード』誌のイージーリスニング・チャートで首位に立ち、Billboard Hot 100 で27位まで上昇し、さらにカントリー・チャートでも4位に達した。このバージョンは、カナダでは大ヒットとなり、 カントリー・チャートで2位、ポップ・チャートで1位となった。キャンベルはこのメドレーを、1977年に出演した『The Sonny & Cher Show』でシェールとの共演で歌った。

### チャート
| チャート（1976年）                            | 最高位 |
| --------------------------------------------- | ------ |
| オーストラリア ケント・ミュージック・レポート | 65     |
| カナダ RPM Country Tracks                     | 2      |
| カナダ RPM Top Singles                        | 51     |
| カナダ RPM Adult Contemporary Tracks          | 7      |
| ニュージーランド                              | 23     |
| アメリカ合衆国 ビルボード Hot Country Singles | 4      |
| アメリカ合衆国 ビルボード Hot 100             | 27     |
| アメリカ合衆国 ビルボード Easy Listening      | 1      |

## ショーン・マグワイアのカバー
1996年、この曲はショーン・マグワイアによってカバーされ、彼の7枚目のシングルとしてリリースされた。これは、彼の2枚目のアルバム『Spirit』からの4枚目にして最後のシングル・カットであり、全英シングル・チャートで14位まで上昇した。

### トラックリスト
CD1
| #  | タイトル                 | 作詞 | 作曲・編曲 |
| -- | ------------------------ | ---- | ---------- |
| 1. | 「Don't Pull Your Love」 |      |            |
| 2. | 「Love By Candlelight」  |      |            |
| 3. | 「Sean Interview」       |      |            |

CD2
| #  | タイトル                    | 作詞                                               | 作曲・編曲                                         | プロデューサー        | 時間 |
| -- | --------------------------- | -------------------------------------------------- | -------------------------------------------------- | --------------------- | ---- |
| 1. | 「Don't Pull Your Love」    | ブライアン・ポッター / デニス・ランバート          | ブライアン・ポッター / デニス・ランバート          | Mike Percy, Tim Lever | 3:27 |
| 2. | 「Love By Candlelight」     | Dave West, Gary Stevenson, Ian Allen, Sean Maguire | Dave West, Gary Stevenson, Ian Allen, Sean Maguire | Gary Stevenson        | 4:08 |
| 3. | 「The Sun Shines From You」 | Dave West, Gary Stevenson, Ian Allen, Sean Maguire | Dave West, Gary Stevenson, Ian Allen, Sean Maguire |                       | 4:06 |